# بنجامین گیرکه
بنجامین گیرکه (انگلیسی: Benjamin Girke؛ زادهٔ ۲۶ اکتبر ۱۹۸۸) بازیکن فوتبال اهل آلمان است.
از باشگاه‌هایی که در آن بازی کرده‌است می‌توان به باشگاه فوتبال دسائو ۰۵ و باشگاه فوتبال دینامو درسدن اشاره کرد.